# Томас Едмунд Дьюї
Томас Едмунд Дьюї (англ. Thomas Edmund Dewey; нар. 24 березня 1902, Овоссо, Мічиган — пом. 16 березня 1971, Бал-Гарбур, Флорида) — 51-й губернатор штату Нью-Йорк (1943–1955) і кандидат у президенти США від республіканців на виборах президента США 1944 року і 1948 року. Очолюючи ліберальну фракцію Республіканської партії, він боровся проти консервативної фракції з сенатором Робертом Тафтом на чолі і зіграв важливу роль у висуванні Дуайта Ейзенхауера в президенти США в 1952 році. Він представляв інтереси ділових кіл та професійної спільноти північного сходу США, що сприйняли основні положення Нового курсу після 1944 року. На посаді лідера республіканців-лібералів його змінив Нельсон Рокфеллер, який став губернатором штату Нью-Йорк в 1959 році.